# Пье-де-ла-Куэста (база ВВС Мексики)
Авиабаза Пье-де-ла-Куэста (Estación Aeronaval de Salina Cruz; B.A.M. 7), официальное название — Военная авиабаза № 7 имени дивизионного генерала Густаво Г. Леона Гонсалеса, Пье-де-ла-Куэста (Base Aérea Militar No. 7 General de División Gustavo G. León González, Pie de la Cuesta) (ИКАО: MM41) — военный аэродром, расположенный в Акапулько, штат Герреро, Мексика. Название авиабазы происходит от района Пье-де-ла-Куэста — прибрежной зоны в пределах метрополии Акапулько, где находится аэропорт.

## История
В 1945 году аэропорт был открыт как гражданский аэропорт, обслуживающий Акапулько — популярный прибрежный курорт Мексики.
С 1940-х по 1970-е годы Акапулько стал главным направлением для «джетсетов», голливудских знаменитостей и состоятельных туристов, искавших экзотический пляжный отдых. В связи с ростом популярности курорта было принято решение о строительстве нового аэропорта.
23 апреля 1953 года был открыт Международный аэропорт Акапулько, а управление аэропортом Пье-де-ла-Куэста перешло к Военно-воздушным силам Мексики.
В период так называемой «Грязной войны» (государственного терроризма) в Мексике база использовалась как секретный центр содержания под стражей. Здесь проводились незаконные аресты, задержания, пытки, допросы, а также печально известные «полёты смерти» — сброс убитых и ещё живых людей с военных самолётов в Тихий океан. Среди военных, обвиняемых в организации этих преступлений, — Марио Артуро Акоста Чапарро, Альфредо Мендиола, Альберто Агирре и Умберто Родригес Акоста. Согласно свидетельствам, учительница и участница партизанского движения Алисия де лос Риос Мерино в последний раз была замечена живой именно здесь.

## Инфраструктура
Авиабаза расположена на высоте 6 м над уровнем моря. В её состав входят:
- Одна ВПП с асфальтовым покрытием (обозначение 10/28) длиной 2320 метров (7612 футов)
- Перрон площадью 14 153 квадратных метра с местами для стоянки узкофюзеляжных самолётов и вертолётных площадок
- Три ангара
- Контрольно-диспетчерская вышка
- Вспомогательные сооружения для размещения личного состава ВВС[4]

На авиабазе дислоцированы:
- 204-я истребительная авиаэскадрилья (эксплуатирует Pilatus PC-7)
- 102-я авиаэскадрилья (эксплуатирует Bell 206 и Bell 212)[5]